# Helirussia
HeliRussia es la primera Exhibición de vuelo internacional de helicópteros de Rusia.
La primera edición se celebra del 15 al 17 de mayo de 2008 en Moscú, en el centro de exposiciones Crocus Expo. Desde el primer año se concibe como un evento de corte anual en el cual se quieren exhibir los logros y desarrollos de la industria de los helicópteros rusa, desde los diseños hasta operaciones en pleno vuelo.
Las empresas participantes representan una amplia gama de la industria aeronáutica rusa relacionada con helicópteros: Mil Moscow Helicopter Plant, Kamov, Kazan, Rostvertol, RET Krondshtadt...
Sin embargo, no todo será mostrar el producto local. Grandes empresas del extranjero, como Grupo Eurocopter o  Bell Helicopter Textron, mostrarán sus productos a través de stands.